# Belascoáin
Belascoáin – gmina w Hiszpanii, w Nawarze, o powierzchni 6,08 km². W 2011 roku gmina liczyła 124 mieszkańców.